# Euphrosine globosa
Euphrosine globosa är en ringmaskart som beskrevs av Horst 1912. Euphrosine globosa ingår i släktet Euphrosine och familjen Euphrosinidae. Inga underarter finns listade i Catalogue of Life.